# 籃球場
籃球場（Basketball court），籃球運動比賽場地。本條目所描述的籃球場以FIBA規則為主（包含FIBA被稱作業餘籃球時期以及FIBA成立以前的時期）。
2010年新制開始實施，在過渡期內兩種規格的球場都能看到。中國的CBA和台灣的SBL都從2010開始的球季改採新制。

## 籃球場地演變
起初籃球場地大小沒有明確規定。1892年的原始規則，規定場地不可小於1200平方英尺，不得大於3600平方英尺。之後出現了9人3區制（圖1）和5人兩區制場地（圖2）。1893年規則條文增加到23條。1897年比賽從中圈跳球開始，並增加了犯規罰球規定，場地又有新的變化（圖3）。1936年，場地中間增畫了6英尺為半徑的同心圓，罰球線離端線的距離由10英尺改為17英尺。1942年正式確定籃球場地長為26公尺，寬14公尺（全部度量標準改為公制）。
以後由於200公分以上高大隊員出現，籃下進攻增多。1952年將罰球區擴大，由1.80 × 5.80 公尺改為3.60 × 5.80 公尺（圖4）。同時中圈增劃一個1.80公尺的同心圓
。1956年規定罰球區兩側站位標明甲、乙字樣。1958年再一次擴大了3秒區，改成高為5.80公尺，底為6公尺的梯形，促使了籃球運動向快速方向發展（圖5）。1961年場地又有一些改變．取消中線，在邊線中點劃10公分短線，並取消半徑50公分的裡圈，及罰球區兩側線上的甲、乙字樣（圖6）。1965年恢復中線（圖7）。1984年—1988年的規則又有新的規定，籃球場地擴大為28 × 15公尺，並增劃3分線（圖8）。2010年再次延長3分線及罰球區變長方形。

1892年，9人3區制場地。（圖1）
1892年，5人兩區制場地。（圖2）
1897年增加了犯規罰球規定。（圖3）
1952年將罰球區擴大。（圖4）
1956年規定罰球區兩側站位標明甲、乙字樣。（圖5）
1961年取消中線及在邊線中點劃10公分短線。（圖6）
1965年恢復中線。（圖7）
1984年—1988年增劃3分線。（圖8）

## 場地

### 場地訂定年份
|        | 面積                                             | 天花板      | 罰球線 | 限制區（禁區） | 中線同心圓（跳球圈） | 中線                                        | 場外距離    | 三分線                                      |
| ------ | ------------------------------------------------ | ----------- | ------ | --- | -------------------- | ------------------------------------------- | ----------- | ------------------------------------------- |
| 1892年 | 100英尺 × 50英尺 90英尺 × 45英尺 70英尺 × 35英尺 |             |        | |                      |                                             |             |                                             |
| 1893年 |                                                  |             | 10英尺 | |                      |                                             |             |                                             |
| 1895年 |                                                  |             | 15英尺 | |                      |                                             |             |                                             |
| 1937年 | 26公尺 × 14公尺                                  |             |        | |                      |                                             |             |                                             |
| 1948年 |                                                  |             |        | 3.60公尺 × 5.80公尺 | 1.80公尺             |                                             |             |                                             |
| 1957年 |                                                  |             |        | 5.80公尺 × 6公尺梯形 |                      |                                             |             |                                             |
| 1961年 |                                                  |             |        | 取消甲、乙字樣 |                      | 取消中線，增加邊線終點處長10公分寬5公分短線 |             |                                             |
| 1965年 |                                                  |             |        | |                      | 增加中線                                    |             |                                             |
| 1973年 |                                                  |             |        | |                      | 中線外延伸15公分                            |             |                                             |
| 1984年 | 28公尺 × 15公尺                                  | 高度7.5公尺 |        | |                      |                                             | 距邊線2公尺 | 6.25米                                      |
| 2010年 |                                                  |             |        | 改為長方形，底線變窄，罰球線部分變寬； 取消罰球線跳球圈（原禁區虛線部分）； 籃框中心向外半徑125公分做一半圓， 以內稱作進攻免責區 |                      |                                             |             | 增加至6.75米，但與邊線須留至少0.9米的空間。 |

### 標準場地

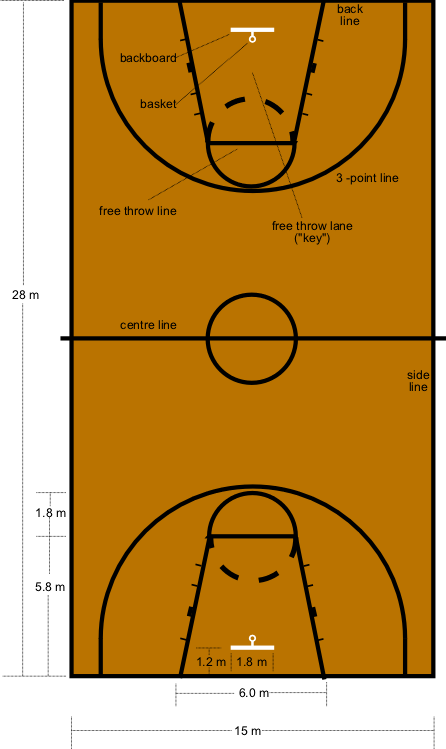
標準場地

國際籃球聯合會在1984年正式確認。長28公尺，寬15公尺矩形的地板兩端中央裝有籃架，在籃板上固定球籃；場地的丈量均從界線的內沿量起，場上各線必須十分清楚，線寬均為5公分，一般用白色；當用不同的顏色區分比賽場地和界外地區時，分離兩種顏色的線應看作是界線的內沿，限制區和中圈的顏色應與球場的其它區域有明顯的區別。重要國際比賽場地的地面應用木料製成，且比賽館內天花板高度為7.50公尺，最低不少於7公尺，上置燈光設備。最早的籃球場地大小沒有一定的限制，由於上場人數為9人到50人不等，根據上場人數的多少採用長60至94英尺（約18—28公尺），寬35至50英尺（約10—15公尺）的各種場地。
隨著籃球運動比賽規則的不斷改善，1937年國際籃球聯合會正式確定了長26公尺，寬14公尺的統一規格場地，一直沿用至1984年。現在籃球運動的發展，原定場地面積已漸趨不適應需要，但為了使過去已經存在而實際上不可能再擴大的場地能夠繼續使用下去，國際籃聯允許國家協會在舉辦國內比賽時，或是洲聯合會在舉辦洲比賽時使用較小場地，但縮小情況必須成比例（如長26公尺，寬14公尺），最小不得小於長24公尺，寬13公尺（實際上此種規格場地現基本已不使用）。

### 前場
籃球場規定區域之一，對方球籃後面的端線與中線近邊之間的場區，是某隊的前場。

### 後場
籃球場規定區域之一，指除前場外，包括中線在內的另一部分場區是某隊的後場，某隊在自己的後場控球時間不得超過『8』秒鐘。

### 中線
籃球場規定的線段之一，場地兩條邊線中點的連線，平行於端線，將場地分為前場和後場區。中線向兩側邊線外各延長15公分，供比賽中出現球回後場

### 界線
籃球場規定的線條之一，指圍繞矩形籃球場四邊的線，線寬5公分：長邊叫邊線，短邊端線或底線。界線和觀眾之間至少應有2公尺的距離。界線外至少2公尺以內不得有任何障礙物。
2010年起，邊線新增四條記號線，是謂發球線。決勝期（第四節或是延長賽的最後兩分鐘）如果進攻方要發後場界外球時叫出暫停，暫停回來後就可以改於前場的發球線發球。發球線位置大約與新制三分線弧頂相同。

### 中圈（跳球圈）
籃球場規定區域之一，球場中心為圓心，半徑為1.80公尺的圓周（從圓周的外沿量起）。供比賽開始跳球時使用。在跳球時它應被看作是圓柱體，站在圓圈外的非跳球隊員不得在跳球隊員拍擊球前將身體的任何部分越過這個假設的圓柱體。這個概念同樣適用一於在兩個罰球區的圓圈內執行跳球時的情況。
在西元2010年以前的舊制罰球線也有跳球圈，故可見罰球線長度與跳球圈直徑相同，圓圈在禁區部分以虛線呈現。但事實上自2002年不再有罰球線跳球的規則後，就有些球場不再畫虛線部分。

### 限制區（禁區）
限制區俗稱「三秒區」、「禁區」或「油漆區」，籃球場規定區域之一，2010前的舊制是從罰球線兩端畫兩條線至距離端線的中點各3公尺的地方（從外沿量起）所構成的梯形區域，2010後則改成長5.8公尺（罰球線到底線）、寬4.9公尺的矩形區域。隊員觸及此區域的任何一部分都算是在區內。比賽中，某隊控制球時，該隊隊員在對方限制區內停留不得超過3秒鐘，否則判違例，俗稱「籃下3秒」。出手後搶到進攻籃板或離開禁區則籃下三秒重計。
早期的籃球比賽無限制區，隨著籃球運動的發展，高大隊員不斷增多。對限制區面積、形狀的規定隨之多次變更。國際籃聯於40年代初期在規則中增加了3秒鐘規則，確定範圍為1.80公尺的鎖孔形限制區（圖9）。1948年在倫教舉行的國際籃聯會議上決定擴大到3.60公尺（圖10）。1952年在赫爾辛基舉行的第15屆奧運會籃球比賽中，高大隊員增多。故再次擴大範圍為6公尺（圖11）。
2010改制後除了將禁區變為長方形，另新增籃下進攻免責區，此區內容許不嚴重的進攻犯規，形狀為籃圈中心向外1.25公尺的半圓，背對籃板，籃圈中心到籃板之間的空隙以直線延伸。

40年代初期確定限制區範圍為1.80公尺。（圖9）
1948年國際籃聯會議上決定限制區範圍為3.60公尺。（圖10）
1952年擴大範圍限制區範圍為6公尺。（圖11）

### 中立區域
中立區域指罰球區兩旁第一位置區與第二位置區之間的一個30公分寬的「空位」。其兩側分位線的長為10公分，寬為5公分，與罰球區邊線垂直、分位線不包括在中立區的寬度內，中立區的深度可理解為1公尺。在罰球時，站在罰球區兩旁第一、二位置區的雙方隊員，在球觸及籃圈前．不得離開自己的位置，不得佔據中立區域的空間，此時，中立區域兩側的分位線應被看成是「立體的牆」，踩線或踏入中立區域均為違例。
增設中立區域．是1984年6月在慕尼黑舉行的第12屆國際籃聯代表大會上正式通過的（1984年—1988年）國際籃球規則的重要增修條文之一。其目的在於防止雙方隊員在罰球時而作無謂的接觸，這也是減少隊員犯規的一項措施。

### 罰球區與罰球線
籃球場規定區域之一。以罰球線和以其為直徑所畫的半圓所構成。罰球線與底線平行，距離底線5.8公尺，中心點正對籃圈，長3.6公尺。以罰球線中點為圓心，以1.80公尺為半徑，向限制區外所畫的半圓區域，供隊員罰球使用。在以前還有罰球線跳球的規則時，罰球區亦為構成跳球區的半圓，另個在禁區的半圓以虛線表示。
罰球線兩端延伸的部分圍標示禁區的線，不在罰球區的範圍。

### 位置區
籃球場規定區域之一。罰球區兩旁的位置，供雙方隊員在罰球時為爭搶籃板球站位使用。第1位置區位於離端線內沿1.75公尺處（沿罰球區斜線丈量），罰球時由罰球的對方隊員所佔據；第2位置區為罰球隊隊員站立。兩位置區寬度均為85公分，它們之間隔著30公分寬的中立地帶，目的在於減少在最後一次罰球之後出現籃板球時的身體衝撞。

### 三分線
籃球場規定區域之一。在已方前場的三分線以外、界線以內的所有地方起跳投籃，都算是三分球投射。以籃圈中心，背向籃板做一半圓，舊制半徑6.25公尺，新制6.75公尺，延伸到邊線附近時則改為直線延伸，平行邊線距離0.75公尺，即為三分線。

## 籃球架

### 籃球架訂定年份

1940年美國曾批准使用扇形籃板

|        | 籃圈         | 扇形籃板        | 籃網   | 籃板支柱        | 籃板                                     |
| ------ | ------------ | --------------- | ------ | --------------- | ---------------------------------------- |
| 1893年 | 高度3.05     |                 |        |                 |                                          |
| 1895年 |              | 高4英尺 寬6英尺 |        |                 |                                          |
| 1954年 |              |                 |        |                 | 長1.05公尺 寬1.80公尺 下沿距地面2.90公尺 |
| 1961年 | 籃圈漆成橙色 |                 |        |                 |                                          |
| 1965年 |              |                 | 40公分 |                 |                                          |
| 1985年 |              |                 |        | 距端線外延2公尺 |                                          |

### 球籃

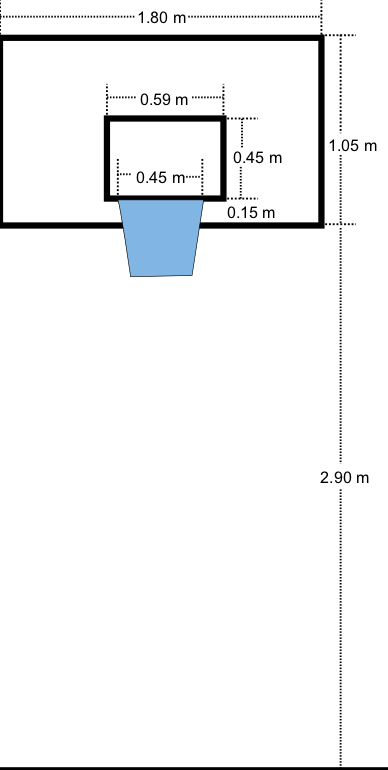
國際籃聯於1954年才統一規定為現在使用的籃板尺寸和形狀

籃球運動器材。包括籃圈和籃網。是投球的目標。籃圈由實心鐵條製成，圓形。圈下懸掛白色無底線網，安裝在籃架上，離地面3.05公尺高。球籃自1891年籃球運動創始以來幾經變革。
最原始的球籃是用裝桃的籃子，它上下15英吋，釘在高10英尺（3.048公尺）的牆上。因為籃子是有底的，當投球進籃後。需架梯將球從籃內取出。1895年將球籃裝在鐵絲編成的遮板上。由於籃子易於損壞，1896年改成鐵圈上裝有拉繩的有底線網；每當球進入網後，拉動繩子使球翻滾出來。直至1913年才將網底切開，球可以從籃圈通過籃網直接下落。隨後又將球籃移至各種質地的籃板上。

### 籃圈
籃圈是球籃的一部分，由直徑為2公分的實心鐵條製成圓形，內徑45公分，漆橙色。牢固地安裝在籃板橫寬的正中央．須成水平．籃圈上沿平面離地面3.05公尺。籃板面與籃圈內沿的最近為15公分。圈下裝設小環或類似的東西，以便懸掛籃網。

### 籃網
籃球運動器材。球籃的一部分。用白色線繩結成，懸掛在籃圈上，長40公分，它的結構應使球穿過時稍受阻力再落下為宜，以便觀察球中籃情況。在1965年以前籃網長度無統一規定．從38公分至60公分不等。較不正式的球場（如街頭籃球場）可能會採用金屬網免去高頻率維護的麻煩。

### 籃板
籃球運動器材。是籃架伸入球場內的那部分，裝置在籃球架上的長方形板。橫寬1.80公尺，豎高1.05公尺，用3公分厚的硬木或透明有機玻璃製成。籃板面必須平整，呈白色（透明籃板除外）。上面的各條線寬均為5公分，顏色相同，並應與籃板色有明顯區別。如果籃板是透明的，則線條為白色；若是木質的，則畫黑線。籃板應牢固地安置在球場的兩端，與地面垂直，與端線平行。它的下沿距離地面2.90公尺，它的中心垂直落在場內距離端線中點1.20公尺的地方。
球體碰觸籃板背後算出界，四個邊緣和正面都是合法。
在籃球運動中使用籃板始於1895年，由鐵絲網編成的遮板，目的是為了使投出的球避免觀眾的干擾。當時的籃板橫寬6英尺（約1.83公尺），豎高4英尺（約1.22公尺），中間也沒有小方框。1909年美國大學生規則委員會開始批准使用玻璃籃板，20年代出現硬木籃板。1940年美國曾批准使用扇形籃板，至50年代初期。最後，國際籃聯於1954年才統一規定為現在使用的籃板尺寸和形狀。目前在國際正式比賽中全部使用透明籃板。

籃圈鳥瞰圖

### 籃架
籃球運動器材。包括籃板和籃板支柱，架設在籃球場兩端的中央。目前使用的有液壓式、吊式、炮式、F式、三角式等等。不管使用哪種形式的籃架，都必須保證有足夠的強度和剛度，不因籃球猛烈撞擊球籃後發生較大幅度的震動和變形，從而影響籃圈水平面的標準高度和位置。

### 籃板支柱
籃球運動器材附屬裝置。籃架的一部分，用於固定籃板。籃板的支柱應設立在場外。隨著現代籃球運動的高速、激烈，特規定支柱樹立在離端線外沿至少1公尺處。其顏色應鮮明，並與端線後面的背景有明顯的區別，以便使比賽隊員看得清楚。此外，籃板的支柱應適當包紮，以防運動員受傷。

### 籃板邊緣
籃板邊緣指的是籃板四周3公分厚度的平面，它屬於籃球場內的一部分。在比賽中，一旦球觸及籃板背面時，則判為球出界。為防止運動員受傷，可以在籃板下沿的邊緣及兩個角用軟材料包裹起來。

## 附註
1. ↑  包括NBA在內的各國職業籃球聯賽，他們所採用的球場規格如何，詳請查閱官方資料
2. ↑  FIBA舊稱業餘籃球協會，乃相對美國NBA職業聯賽的稱呼。現今職業聯賽不再專指NBA，FIBA也不再自稱業餘。事實上在1990以前世界上很早就不只NBA一個職業聯盟，各職業聯盟都有自己的規則打法。至於FIBA成立前的籃球場，此條目亦會稍加介紹
3. 1 2  依現行規則規定，如果場外距離不得不小於兩公尺，則發球時防守者不可距離發球者在兩公尺內

## 外部連結
- Free Basketball Court Layout Template （页面存档备份，存于）
- FIBA Central Board.  (pdf). FIBA. 2010-04-17  [2010-07-15]. （原始内容存档于2016-03-05）.